# Фудзикавагутико
Фудзикавагутико (яп. 富士河口湖町 Фудзикавагутико-мати) — посёлок в Японии, находящийся в уезде Минамицуру префектуры Яманаси. Площадь посёлка составляет 158,51 км², население — 25 674 человека (1 августа 2014), плотность населения — 161,97 чел./км².

## Географическое положение
Посёлок расположен на острове Хонсю в префектуре Яманаси региона Тюбу. С ним граничат города Оцуки, Цуру, Фудзиёсида, Фуэфуки, Кофу, Фудзиномия, посёлки Нисикацура, Минобу и село Нарусава.

## Население
Население посёлка составляет 25 674 человека (1 августа 2014), а плотность — 161,97 чел./км². Изменение численности населения с 1980 по 2005 годы:
| 1980 | 17 812 чел. |  |
| 1985 | 18 859 чел. |  |
| 1990 | 19 595 чел. |  |
| 1995 | 21 142 чел. |  |
| 2000 | 22 595 чел. |  |
| 2005 | 23 943 чел. |  |

## Символика
Деревом посёлка считается сосна густоцветная, цветком — Oenothera tetraptera, птицей — Parus varius.